# Brnjeuška
Brnjeuška is een plaats in de gemeente Glina in de Kroatische provincie Sisak-Moslavina. De plaats telt 20 inwoners (2001).